# Birgisch
Birgisch foi uma comuna da Suíça, no Cantão Valais, com cerca de 230 habitantes. Estendia-se por uma área de 5,7 km², de densidade populacional de 40 hab/km². Confinava com as seguintes comunas: Mund, Naters. 
A língua oficial nesta comuna era o Alemão.

## História
Em 1 de janeiro de 2013, passou a formar parte da comuna de Naters.